# 후지이데라시
후지이데라시(일본어: 藤井寺市)는 일본 오사카부 중동부에 있는 시이다.
일본의 시 중에서 6번째로 면적이 작은 도시이며, 오사카시 교외의 주택 지역에 위치한다. 고분이 밀집한 후루이치 고분군이 있다. 이전에는 일본 프로 야구 퍼시픽 리그 팀이자 현존하지 않은 팀인 오사카 긴테쓰 버펄로스의 본거지 후지이데라 구장이 있던 곳이다.

## 지리
야마토강과 이시카와강의 합류점에 있고 시역은 거의 평탄하다. 긴테쓰 미나미오사카선이 동서로, 국도 170호선이 남북으로 도시를 관통하고 있다. 서부의 후지이데라역을 중심으로 한 지역과 동부의 하지노사토역, 도묘지역을 중심으로 한 지역에 시가지가 발달해 있다.
예로부터 사카이와 나라를 연결하는 나가오 가도(고대의 오쓰도)와 다케노치 가도, 고야산으로 통하는 히가시코야 가도가 통하고 있었다.

### 인접한 자치체
야오시, 가시와라시, 하비키노시, 마쓰바라시

## 역사
- 1889년 4월 1일 - 정촌제 시행으로 단난군 나가노촌, 시키군 고야마촌, 도묘지촌, 사와다촌이 성립하였다.
- 1890년 4월 1일 - 사와다촌을 도묘지촌에 편입하였다.
- 1896년 4월 1일 - 군 통합으로 미나미카와치군이 성립하였다.
- 1896년 5월 4일 - 나가노촌이 후지이데라촌으로 개칭하였다.
- 1928년 10월 15일 - 후지이데라촌이 정으로 승격해 미나미카와치군 후지이데라정이 되었다.
- 1951년 1월 1일 - 도묘지촌이 정으로 승격해 미나미카와치군 도묘지정이 되었다.
- 1959년 4월 20일 - 후지이데라정과 도묘지정이 합병해 미나미카와치군 후지이데라도묘지정이 되었다.
- 1960년 1월 1일 - 후지이데라도묘지정이 미사사기정으로 개칭하였다.
- 1966년 11월 1일 - 미사사기정이 시로 승격, 개칭해 후지이데라시가 탄생하였다.

## 교통

### 철도
- 긴키 닛폰 철도
  - 미나미오사카선
  - 도묘지선

### 도로
- 니시메이한 자동차도(일본어판)
- 국도 제170호선 (일본)(일본어판)

## 인구
| 연도 | 인구   | ±%     |
| ---- | ------ | ------ |
| 1920 | 8,053  | —      |
| 1930 | 10,413 | +29.3% |
| 1940 | 13,116 | +26.0% |
| 1950 | 17,911 | +36.6% |
| 1960 | 26,509 | +48.0% |
| 1970 | 50,414 | +90.2% |
| 1980 | 63,726 | +26.4% |
| 1990 | 65,922 | +3.4%  |
| 2000 | 66,806 | +1.3%  |
| 2010 | 66,174 | −0.9%  |